# Philipp Martzloff
Philipp Martzloff (* 7. März 1880 in Drulingen, Unterelsass; † 13. November 1962 in Freiburg im Breisgau) war ein deutscher Politiker (SPD).

## Werdegang
Martzloff kam als unehelicher Sohn der Louise Martzloff zur Welt. Sein Vater war Gerichtssekretär. Von 1894 bis 1897 durchlief er in Freiburg eine Schneiderlehre und war später hauptamtlich als Gewerkschaftssekretär tätig. 
Seine politische Laufbahn begann 1898 mit dem Beitritt zur SPD. Als ausgewiesener Sozialexperte leitete er nach dem Ersten Weltkrieg von Januar bis April 1919 in der Badischen Vorläufigen Volksregierung von Anton Geiß kommissarisch das Ministerium für Übergangswirtschaft, Wohnungswesen und Soziales. Während der Weimarer Republik gehörte er zwischen 1919 und 1921 sowie zwischen 1925 und 1933 dem Landtag der Republik Baden an. Nach der Machtübernahme der Nationalsozialisten war er politischer Verfolgung ausgesetzt und zeitweilig in den Konzentrationslagern Ankenbuck und Dachau interniert.  
Nach Ende des Zweiten Weltkriegs war er Mitbegründer der Sozialistischen Partei in Baden. Von der französischen Militärregierung für Baden wurde er am 20. Februar 1946 als Leiter des Ministerialdirektoriums für Arbeit eingesetzt und blieb nach der Eingliederung des Arbeitsministeriums in das Wirtschaftsministerium bis 1952 Ministerialdirektor für Arbeit. Zudem war er Präsident des badischen Landesarbeitsamtes.  
Von November 1946 bis April 1947 war er Mitglied der Beratenden Landesversammlung des Landes Baden. Mit der Wahl vom 18. Mai 1947 zog er als Direktkandidat im Wahlkreis Rastatt-Baden-Baden in den wiedererrichteten Badischen Landtag ein und war dort Vorsitzender des Haushaltsausschusses. Nach dem Tod von Franz Geiler im Oktober 1948 wurde Martzloff zudem zum Vizepräsidenten des Landtags gewählt.

## Privates
Am 14. August 1900 heiratete Martzloff die am 19. Juli 1876 in Neustadt im Schwarzwald geborene Marie Ehret. Aus dieser Ehe gingen die Kinder Elisabeth (* 1. Oktober 1901), Rudolf (* 23. August 1903; † 1. September 1996) und Helmut (* 12. März 1915; † 19. September 2007) hervor.

## Ehrungen
- 1952: Verdienstkreuz am Bande der Bundesrepublik Deutschland